# Daruvar
Daruvar (tyska: Darowar, ungerska: Daruvár, latin: Aqua Balissae) är en stad i Kroatien. Daruvar har 13 243 invånare och ligger vid berget Moslavačka gora i Bjelovar-Bilogoras län i de centrala delarna av landet.